# مجموع اختلاف مطلق
در پردازش تصویر دیجیتال مجموع اختلاف مطلق (SAD) اندازه‌گیری شباهت بین بلوک‌های تصویر است. این مسئله با در نظر گرفتن تفاوت مطلق بین هر پیکسل در بلوک اصلی و پیکسل مربوطه در بلوک مورد استفاده برای مقایسه محاسبه می‌شود. این تفاوت‌ها برای ایجاد یک معیار ساده از بلوک همسان، نرم L از اختلاف تصویر یا فاصله منهتن بین دو بلوک تصویر جمع می‌شود.
مجموع اختلاف مطلق برای اهداف مختلفی مثل، شناسایی شی، تولید نقشه‌های تناوبی برای تصاویر استریو و برآورد حرکت برای فشرده سازی ویدیو استفاده می‌شود.

## مثال
این مثال از مجموع تفاوت‌های مطلق استفاده می‌کند تا مشخص کند کدام بخش از تصویر جستجو بیشترین شباهت به یک تصویر الگو را دارد. در این مثال، تصویر الگو ۳ تا ۳ پیکسل در اندازه است، در حالی که اندازه تصویر جستجو ۳ تا ۵ پیکسل است. هر پیکسل با یک عدد صحیح از ۰ تا ۹ نشان داده شده‌است:
<pre>
Template Search image
۲ ۵ ۵ ۲ ۷ ۵ ۸ ۶
۴ ۰ ۷ ۱ ۷ ۴ ۲ ۷
۷ ۵ ۹ ۸ ۴ ۶ ۸ ۵
</pre>
دقیقاً سه مکان منحصر به فرد در تصویر جستجو وجود دارد که در آن قالب ممکن است مناسب باشد: سمت چپ تصویر، مرکز تصویر و سمت راست تصویر. برای محاسبه مقادیر SAD، مقدار قدر مطلق تفاوت بین هر جفت پیکسل مربوطه مورد استفاده قرار می‌گیرد: تفاوت بین ۲ و۲ صفر، تفاوت بین ۴ و ۱عدد ۳، بین ۷ و ۸ عدد یک و غیره. محاسبه مقادیر اختلاف مطلق برای هر پیکسل برای سه موقعیت مکانی ممکن است به شرح زیر است:
<pre>
Left Center Right
۰ ۲ ۰ ۵ ۰ ۳ ۳ ۳ ۱
۳ ۷ ۳ ۳ ۴ ۵ ۰ ۲ ۰
۱ ۱ ۳ ۳ ۱ ۱ ۱ ۳ ۴
</pre>
برای هر یک از این سه تکه تصویر، ۹ اختلاف مطلق با یکدیگر ترکیب می‌شوند و به ترتیب مقادیر SAD، مقدارهای ۲۰، ۲۵ و ۱۷ خواهد بود. از مقادیر SAD می‌توان تصور کرد که سمت راست تصویر جستجو، بیشتر شبیه به تصویر الگو است، زیرا این مقدار کمترین اختلاف مطلق را نسبت به دو مکان دیگر دارد.

## مقایسه با معیارهای دیگر

### تشخیص شی
مجموع اختلافات مطلق یک راه ساده برای بهینه‌سازی جستجوی اشیاء درون یک تصویر را فراهم می‌کند، اما ممکن است به علت اثرات عوامل زمینه ای مانند تغییر در نور، رنگ، جهت مشاهده، اندازه یا شکل، غیرقابل اعتماد باشد. SAD ممکن است در ارتباط با سایر روش‌های تشخیص شی، مانند تشخیص لبه، برای بهبود قابلیت اطمینان نتایج استفاده شود.

### فشرده سازی ویدیو
SAD به دلیل سادگی یک متریک بسیار سریع است که هر پیکسل را یک بلوک در نظر می‌گیرد، بنابراین برای جستجوی گسترده‌ای از بسیاری از بلوک‌های مختلف بسیار مؤثر است. SAD نیز به راحتی قابل تنظیم می‌باشد زیرا هر پیکسل را به‌طور جداگانه تجزیه و تحلیل می‌کند و به راحتی قابل اجرا با دستورالعمل‌هایی مانند ARM NEON یا x86 SSE2 می‌باشد. به عنوان مثال، SSE مجموعه ای از دستورات اختیاری مطلق (PSADBW) را به‌طور خاص برای این منظور بسته‌بندی کرده‌است. هنگامی که بلوک‌های کاندید یافت می‌شوند، اصلاح نهایی فرایند برآورد حرکت اغلب با سایر شاخص‌های کندتر اما دقیق تر انجام می‌شود که بهتر است به درک انسانی توجه شود. این شامل مجموع اختلافات تبدیل مطلق (SATD)، مجموع اختلاف مربع(SSD) و بهینه‌سازی سرعت و تحریف است.